# 楽平郡
楽平郡（樂平郡、がくへい-ぐん）は、中国にかつて存在した郡。後漢末から唐代にかけて、現在の山西省晋中市一帯に設置された。

## 概要
後漢の末年、上党郡を分割して楽平郡が立てられた。楽平郡は并州に属し、郡治は沾県に置かれた。
晋のとき、楽平郡は沾・上艾・寿陽・轑陽・楽平の5県を管轄した。
北魏のとき、楽平郡は遼陽・楽平・石艾の3県を管轄した。
583年（開皇3年）、隋が郡制を廃すると、楽平郡は廃止されて、并州に編入された。
620年（武徳3年）、唐により并州の楽平・和順・平城・石艾の4県を分割して、遼州が置かれた。625年（武徳8年）、遼州は箕州と改められた。712年（先天元年）、箕州は儀州と改められた。742年（天宝元年）、儀州は楽平郡と改称された。758年（乾元元年）、楽平郡は儀州と改称され、楽平郡の呼称は姿を消した。